# Sáng tạo doanh châu Á 2025
Sáng tạo doanh châu Á: Mùa 2 (tiếng Trung: 创造营亚洲第二季; bính âm: chuàngzàoyíng yàzhōu dìèrjì, tiếng Anh: Chuang Asia: Season 2), hay Sáng tạo doanh châu Á 2025, là mùa thứ sáu trong loạt chương trình sống còn tìm kiếm thần tượng Sáng tạo doanh có nguồn gốc từ Trung Quốc, và là mùa thứ hai của Sáng tạo doanh châu Á sau Chuang Asia: Thailand. Chương trình được phát sóng trên WeTV và CH3 vào lúc 16:50 (UTC+7) chủ nhật hàng tuần, từ ngày 2 tháng 2 năm 2025.
Cuộc thi quy tụ 60 thực tập sinh nam đến từ các quốc gia và công ty giải trí khác nhau để cạnh tranh cho một suất ra mắt trong nhóm nhạc nam cuối cùng. Một nhóm gồm bảy thực tập sinh cuối cùng đã chính thức được ra mắt trong đêm chung kết với tên gọi NexT1DE.

## Lịch sử sản xuất
Vào ngày 10 tháng 5 năm 2024, một tháng sau khi Sáng tạo doanh châu Á: Thái Lan kết thúc, nhà sản xuất đã công bố khởi động mùa thứ hai của chương trình, với sự tham gia của các thực tập sinh nam. Đơn đăng ký tuyển chọn cho mùa thứ hai được mở vào cùng ngày và kết thúc vào ngày 30 tháng 9.
Vào tháng 10 năm 2024, hình ảnh của một số thực tập sinh vượt qua buổi thử giọng đã được lan truyền trên mạng, bao gồm các diễn viên người Thái Ben Benjamin và Ole Thanakorn – được biết đến lần lượt qua loạt phim Dũng cảm nói yêu người (2024) và Quái vật nhà bên (2024), thần tượng người Thái Peanut từ nhóm nhạc nam The7 và những người tham gia các chương trình thần tượng trước đây: Smart từ Laz Icon (2021), Champ từ Project Alpha (2022) và Hồ Diệp Thao từ Sáng tạo doanh 2021, mùa thứ tư của loạt chương trình Chuang.
Vào ngày 30 tháng 12, một đoạn trailer giới thiệu đã được phát hành, với sự góp mặt của những người từng chiến thắng trong các mùa thi Chuang trước đây – Dương Siêu Việt của Hỏa tiễn Thiếu nữ 101, Châu Chấn Nam và Diêu Sâm của R1SE, Trần Trác Tuyền của BonBon Girls 303, Lưu Vũ, Rikimaru, Mika và Nine của Into1, và Gen1es – nói về trải nghiệm của họ tại Chuang. Cùng ngày, các thực tập sinh của Sáng tạo doanh châu Á: Mùa 2 đã xuất hiện và biểu diễn tại sự kiện Amazing Thailand Countdown 2025 tại Iconsiam ở Băng Cốc.

## Cố vấn
Vào ngày 24 tháng 12 năm 2024, một bức ảnh được đăng trên các trang mạng xã hội của Chuang Asia dưới dạng ô chữ, hé lộ danh tính của những người cố vấn cho chương trình mùa thứ hai. Các bức ảnh được rò rỉ từ trường quay hai ngày sau đó đã cho thấy chương trình đã bắt đầu được ghi hình. Vũ công người Trung Quốc The8, nữ diễn viên Đài Loan Ariel Lin, ca sĩ người Trung Quốc Tia Ray, nữ diễn viên và người mẫu Thái Lan Yaya, ca sĩ người Thái Lan và cố vấn của mùa trước Jeff Satur, và rapper người Thái Lan BamBam đều được phát hiện đang đến địa điểm ghi hình.  Tất cả họ, ngoại trừ Ariel Lin, sau đó đều được xác nhận là cố vấn của chương trình vào ngày 15 tháng 1 năm 2025, trong đó The8 và BamBam cũng đảm nhận vai trò nhà sản xuất của chương trình. Ariel Lin được công bố là cố vấn khách mời cho tập đầu tiên.

### Cố vấn thường xuyên
| Tên                | Năm sinh | Vai trò      | Ghi chú                       |
| ------------------ | -------- | ------------ | ----------------------------- |
| Tia Ray            | 1984     | Cố vấn       |                               |
| Yaya Urassaya      | 1993     | Cố vấn       |                               |
| Jeff Satur         | 1995     | Cố vấn       |                               |
| BamBam             | 1997     | Nhà sản xuất | Thành viên của nhóm Got7      |
| Từ Minh Hạo (The8) | 1997     | Nhà sản xuất | Thành viên của nhóm Seventeen |

### Cố vấn khách mời
| Tên       | Năm sinh | Tập  | Ghi chú                         |
| --------- | -------- | ---- | ------------------------------- |
| Ariel Lin | 1982     | 1, 2 | Diễn viên, ca sĩ người Đài Loan |
| Lisa      | 1997     | 4    | Thành viên của nhóm Blackpink   |
| Rikimaru  | 1993     | 7    | Cựu thành viên của nhóm INTO1   |

## Thí sinh
Danh sách thực tập sinh tham gia mùa này chính thức được công bố vào ngày 16 tháng 1 năm 2025.
| Họ và tên                               | Nghệ danh    | Ngày sinh                   | Quốc tịch            | Công ty chủ quản           |
| --------------------------------------- | ------------ | --------------------------- | -------------------- | -------------------------- |
| Lưu Vân Vũ (Liu Yunyu 刘云雨)           | Aguang       | 4 tháng 3, 2004 (20 tuổi)   | Trung Quốc           | AG e-Sports Club           |
| (Ang Qiyue 洪麒越)                      | Alton Ang    | 8 tháng 5, 2000 (24 tuổi)   | Malaysia             | ByColin                    |
| Napat Anchulikun                        | B            | 6 tháng 1, 2003 (22 tuổi)   | Thái Lan             | Dolmodel                   |
| Bianura Azka Ghifari                    | Bianura      | 10 tháng 4, 1997 (27 tuổi)  | Indonesia            | Stage Management Indonesia |
| `Vệ Hiên Vấn (Wei Xuanwen 卫轩汶)       | David        | 18 tháng 10, 2004 (20 tuổi) | Trung Quốc           | Hearvest                   |
| (Dong Chieh-hsiang 東詰翔)              | Dong Dong    | 20 tháng 11, 2000 (24 tuổi) | Đài Loan, Trung Quốc | Stardust IR                |
| Korn Khumraj                            | Dorn         | 5 tháng 3, 2001 (23 tuổi)   | Thái Lan             | Handsome Entertainment     |
| Phạm Tường Duy                          | Duy          | 22 tháng 4, 1999 (25 tuổi)  | Việt Nam             | BN Entertainment           |
| Sira Tararak                            | Earth        | 30 tháng 12, 2000 (24 tuổi) | Thái Lan             | YYDS Entertainment         |
| Lạc Trạch Khang (Luo Zekang 罗泽康)     | Gordon       | 23 tháng 8, 2003 (21 tuổi)  | Canada               | Down To Top                |
| Gou Yi (苟一)                           | Gou Yi       | 28 tháng 10, 1999 (25 tuổi) | Trung Quốc           | TI.Studio                  |
| Tô Quan Minh (Su Guanming 苏冠铭)       | Guanming     | 8 tháng 1, 2003 (22 tuổi)   | Trung Quốc           | Xinghang                   |
| Hikari Inayoshi                         | Hikari       | 27 tháng 7, 2000 (24 tuổi)  | Nhật Bản             | PONY CANYON                |
| Hikaru Vasayegh                         | Hikaru       | 30 tháng 3, 1999 (25 tuổi)  | Nhật Bản             | DREAM BOY                  |
| Leow Hong Jin                           | Hong Jin     | 16 tháng 9, 2003 (21 tuổi)  | Malaysia             | Carbon                     |
| Hồ Diệp Thao (Hu Yetao 胡烨韬)          | Hồ Diệp Thao | 22 tháng 9, 2000 (24 tuổi)  | Trung Quốc           | MISTAR                     |
| Phó Thế Kiệt (Fu Shijie 付世杰)         | Ivan         | 17 tháng 2, 1999 (25 tuổi)  | Trung Quốc           | Avex                       |
| (Wong Kah-Heng 黄嘉亨)                  | Jackson      | 16 tháng 7, 2003 (21 tuổi)  | Malaysia             | S.M.G                      |
| (Zhang Guodong 张国栋)                  | Jelly        | 3 tháng 5, 1997 (27 tuổi)   | Trung Quốc           | Stardust IR                |
| Dương Gia Hào (Yang Jiahao 杨佳豪)      | Jiahao       | 2 tháng 5, 1996 (28 tuổi)   | Trung Quốc           | JinJin Century             |
| (Qiu Jingyu 邱镜宇)                     | Jingyu       | 25 tháng 5, 2000 (24 tuổi)  | Trung Quốc           | Miyu                       |
| (Gao Junhan 高浚涵)                     | Junhan       | 13 tháng 4, 1998 (26 tuổi)  | Trung Quốc           | Dust Music                 |
| Kantaphong Phetsitthawi                 | Kao          | 19 tháng 11, 2008 (16 tuổi) | Thái Lan             | Rocktank Media             |
| (Xiao Kaiwen 肖凯文)                    | Kevin        | 19 tháng 6, 2001 (23 tuổi)  | Trung Quốc           | ASE                        |
| (Yang Qi 杨棋)                          | KK           | 5 tháng 2, 2001 (23 tuổi)   | Trung Quốc           | Speakwell                  |
| Lee Jeong-hyun (이정현)                 | Kohi         | 28 tháng 10, 2002 (22 tuổi) | Hàn Quốc             | Insight Entertainment      |
| Koshin Komatsu                          | Koshin       | 22 tháng 10, 2001 (23 tuổi) | Nhật Bản             | Avex                       |
| (Luo Zhoubin 罗卓滨)                    | Lizi         | 26 tháng 4, 2005 (19 tuổi)  | Trung Quốc           | CHUYING                    |
| Lục Quân Hy (Lu Junxi 陆俊熙)           | Lục Quân Hy  | 10 tháng 7, 2004 (20 tuổi)  | Trung Quốc           | Joicy Media                |
| Ryusuke Kodama                          | Lyu          | 12 tháng 6, 2003 (21 tuổi)  | Nhật Bản             | DREAM BOY                  |
| Mystic Inscho                           | Myst         | 20 tháng 12, 2008 (16 tuổi) | Hoa Kỳ               | Liangheng                  |
| Aphisit Usadee                          | Ninja        | 29 tháng 12, 2003 (21 tuổi) | Thái Lan             | A Gen                      |
| (Tang Aoma 唐奥玛)                      | Omar         | 25 tháng 10, 2009 (15 tuổi) | Trung Quốc           | Youhug Media               |
| Peeranat Veeranipitkul                  | Peanut       | 1 tháng 11, 2002 (22 tuổi)  | Thái Lan             | HEADLINER Thailand         |
| Suchanon Chueluecha                     | Peat         | 17 tháng 4, 2001 (23 tuổi)  | Thái Lan             | EC Ent TH                  |
| Pleangthai Niyomthai                    | Plengthai    | 6 tháng 7, 2000 (24 tuổi)   | Thái Lan             | Thực tập sinh tự do        |
| (Yang Purui 杨浦睿)                     | Pray         | 16 tháng 11, 1999 (25 tuổi) | Trung Quốc           | YX Media                   |
| (Huang Yixiang 黄奕翔)                  | Rexy         | 13 tháng 7, 2000 (24 tuổi)  | Đài Loan, Trung Quốc | SYMX                       |
| (Feng Junlan 冯俊岚)                    | Ricky        | 22 tháng 9, 1999 (25 tuổi)  | Trung Quốc           | Stardust IR                |
| Ryan Winter Jaegar Ignatius             | Ryan Winter  | 3 tháng 4, 2006 (18 tuổi)   | Indonesia            | Stage Management Indonesia |
| Sena Sawai                              | Sena         | 14 tháng 1, 2006 (19 tuổi)  | Nhật Bản             | Sony Music Entertainment   |
| Thân Nghĩa Thịnh (Shen Yisheng 申义晟)  | Shen         | 27 tháng 2, 2006 (18 tuổi)  | Trung Quốc           | O-Plan                     |
| Shoya Fukuda                            | Shoya        | 12 tháng 9, 1997 (27 tuổi)  | Nhật Bản             | DREAM BOY                  |
| Vuơng Tư Thần (Wang Sichen 王思晨)      | Sichen       | 30 tháng 6, 2004 (20 tuổi)  | Trung Quốc           | Spectrum Entertainment     |
| Wattana Yaotao                          | Smart        | 17 tháng 7, 1999 (25 tuổi)  | Thái Lan             | HEADLINER Thailand         |
| (Ye Jingqian 叶競謙)                    | Sunny        | 4 tháng 10, 2003 (21 tuổi)  | Malaysia             | Antplla                    |
| Tada Lohasirikul                        | Tadalee      | 27 tháng 11, 2001 (23 tuổi) | Thái Lan             | Thực tập sinh tự do        |
|                                         | Tata         | 21 tháng 1, 2006 (18 tuổi)  | Thái Lan             | Tata                       |
| Thamm Kuansongtham                      | Thi-o        | 20 tháng 9, 2005 (19 tuổi)  | Thái Lan             | Bacillus Ent               |
| Hoàng Thiên Kỳ (Huang Tianqi 黄天崎)    | Tian Qi      | 17 tháng 2, 2004 (20 tuổi)  | Trung Quốc           | Thực tập sinh tự do        |
| (Eng Tzixuan 翁子轩)                    | Tzi Xuan     | 15 tháng 10, 2005 (19 tuổi) | Malaysia             | EC Ent CN                  |
| Vạn Tín (Wan Xin 万鑫)                  | Wanxin       | 13 tháng 2, 2003 (21 tuổi)  | Trung Quốc           | ASE                        |
| Đàm Vĩ Trí (Qin Weizhi 覃炜致)          | Weizhi       | 8 tháng 8, 1999 (25 tuổi)   | Trung Quốc           | ASE                        |
| Lucas Wang                              | WHYLUCAS     | 25 tháng 10, 2002 (22 tuổi) | Singapore            | WHYLUCAS PROD              |
| Ông Vũ Huân (Weng Wuxun 翁武勋)         | Wuxun        | 13 tháng 5, 2000 (24 tuổi)  | Trung Quốc           | L.TAO Entertainment        |
| Trương Khải Bằng (Zhang Kaipeng 张铠鹏) | Xiaonian     | 18 tháng 11, 2004 (20 tuổi) | Trung Quốc           | YX Media                   |
| Trần Định Tân (Chen Dingxin 陈鼎新)     | Xin          | 30 tháng 5, 2004 (20 tuổi)  | Trung Quốc           | NEXI Media                 |
| Lâm Cẩm Hùng (Lin Jinxiong 林锦雄)      | Xiong        | 29 tháng 6, 2002 (22 tuổi)  | Trung Quốc           | Sense Stage                |
| Diêu Tử Hào (Yao Zihao 姚梓豪)          | Diêu Tử Hào  | 28 tháng 7, 2005 (19 tuổi)  | Trung Quốc           | Top Class Entertainment    |
| Tào Du Thần (Cao Yuchen 曹屿辰)         | Yuchen       | 17 tháng 9, 2003 (21 tuổi)  | Trung Quốc           | ICONLAND                   |

## Nội dung chương trình

### Vòng thử giọng
Các thực tập sinh tự do lập nhóm để trình diễn cùng nhau trước ban cố vấn. Sau khi màn biểu diễn kết thúc, ban cố vấn có quyền chỉ định một số thành viên trong nhóm trình diễn một tiết mục cá nhân để có thêm cơ sở cho việc đánh giá. 
Ở mùa này, quyền đánh giá các phần trình diễn quay trở lại thuộc về duy nhất ban cố vấn. Năm cố vấn và cố vấn khách mời Ariel Lin được phân thành từng nhóm hai người để đưa ra nhận xét và chấm điểm cho các thực tập sinh theo ba tiêu chí (Jeff Satur và Tia Ray đánh giá phần thanh nhạc, Từ Minh Hạo và BamBam đánh giá phần vũ đạo, và Yaya và Ariel Lin đánh giá phần ngoại hình). Điểm số được tính trên thang điểm A, B, C và F; kết quả này sẽ được dùng để xếp thực tập sinh vào các lớp tương ứng, trong đó lớp A không giới hạn số lượng học viên. Nếu có từ hai trên ba nhóm cố vấn đánh giá cùng một mức điểm, thí sinh nhận được điểm tổng tương ứng; trong trường hợp có sự bất đồng giữa các nhóm cố vấn, nhóm nhà sản xuất sẽ đưa ra quyết định cuối cùng.
Cũng trong phần đầu của vòng thử giọng, các cố vấn đã tiết lộ sẽ có bảy thí sinh được ra mắt trong nhóm nhạc cuối cùng.
| Tiết mục đặc biệt                      | Tiết mục đặc biệt                                                                | Tiết mục đặc biệt                                                                | Tiết mục đặc biệt                                                                | Tiết mục đặc biệt | Tiết mục đặc biệt   | Tiết mục đặc biệt   | Tiết mục đặc biệt   | Tiết mục đặc biệt |
| #                                      | Bài hát biểu diễn (Tác giả)                                                      | Bài hát biểu diễn (Tác giả)                                                      | Bài hát biểu diễn (Tác giả)                                                      | Biểu diễn | Biểu diễn           | Biểu diễn           | Biểu diễn           | Biểu diễn         |
| -------------------------------------- | -------------------------------------------------------------------------------- | -------------------------------------------------------------------------------- | -------------------------------------------------------------------------------- | --- | ------------------- | ------------------- | ------------------- | ----------------- |
| 1                                      | "Last Parade" (BamBam, earattack, Don Baller, Cimo Fränkel, Rik Annema, JOOPEPE) | "Last Parade" (BamBam, earattack, Don Baller, Cimo Fränkel, Rik Annema, JOOPEPE) | "Last Parade" (BamBam, earattack, Don Baller, Cimo Fränkel, Rik Annema, JOOPEPE) | BamBam | BamBam              | BamBam              | BamBam              | BamBam            |
| 2                                      | "Fade" (Jeff Satur, Pluviophile)                                                 | "Fade" (Jeff Satur, Pluviophile)                                                 | "Fade" (Jeff Satur, Pluviophile)                                                 | Jeff Satur | Jeff Satur          | Jeff Satur          | Jeff Satur          | Jeff Satur        |
| 3                                      | "Feat" (Tunwa Ketsuwan, Senji, Dome Jaruwat, Muku, Panithi Lertudomthana)        | "Feat" (Tunwa Ketsuwan, Senji, Dome Jaruwat, Muku, Panithi Lertudomthana)        | "Feat" (Tunwa Ketsuwan, Senji, Dome Jaruwat, Muku, Panithi Lertudomthana)        | Yaya | Yaya                | Yaya                | Yaya                | Yaya              |
| 4                                      | "Bored" (Khris Riddick Tynes, Tia Ray, Jordan Powers, Aliandro Prawl)            | "Bored" (Khris Riddick Tynes, Tia Ray, Jordan Powers, Aliandro Prawl)            | "Bored" (Khris Riddick Tynes, Tia Ray, Jordan Powers, Aliandro Prawl)            | Tia Ray | Tia Ray             | Tia Ray             | Tia Ray             | Tia Ray           |
| 5                                      | "Orbit" (The8, Vernon, Numbernine, Robb Roy, nicolkeem, JinJiBeWater_隼)         | "Orbit" (The8, Vernon, Numbernine, Robb Roy, nicolkeem, JinJiBeWater_隼)         | "Orbit" (The8, Vernon, Numbernine, Robb Roy, nicolkeem, JinJiBeWater_隼)         | The8 | The8                | The8                | The8                | The8              |
| Các phần trình diễn tại vòng thử giọng |                                                                                  |                                                                                  |                                                                                  | |                     |                     |                     |                   |
| #                                      | Nhóm                                                                             | Thành viên                                                                       | Bài hát biểu diễn (Tác giả)                                                      | Bài hát biểu diễn (Tác giả)                                                                                                  | Đánh giá của cố vấn | Đánh giá của cố vấn | Đánh giá của cố vấn | Tổng điểm         |
| #                                      | Nhóm                                                                             | Thành viên                                                                       | Bài hát biểu diễn (Tác giả)                                                      | Bài hát biểu diễn (Tác giả)                                                                                                  | Ngoại hình          | Vũ đạo              | Thanh nhạc          | Tổng điểm         |
| Tập 1 (2 tháng 2 năm 2025)             |                                                                                  |                                                                                  |                                                                                  | |                     |                     |                     |                   |
| 1                                      | Soda Mentos                                                                      | Duy                                                                              | "Welcome to the Show" (Young K, Sungjin, Wonpil, Hong Ji-sang)                   | | A                   | B                   | B                   | B                 |
| 1                                      | Soda Mentos                                                                      | Gordon                                                                           | "Welcome to the Show" (Young K, Sungjin, Wonpil, Hong Ji-sang)                   | "Let Me Go" (Quan Hạo Đức Walter)                                                                                            | A                   | C                   | B                   | B                 |
| 1                                      | Soda Mentos                                                                      | Hong Jin                                                                         | "Welcome to the Show" (Young K, Sungjin, Wonpil, Hong Ji-sang)                   | | B                   | C                   | C                   | C                 |
| 1                                      | Soda Mentos                                                                      | Kohi                                                                             | "Welcome to the Show" (Young K, Sungjin, Wonpil, Hong Ji-sang)                   | | B                   | C                   | C                   | C                 |
| 2                                      | First Blood                                                                      | David                                                                            | "Bite Me" (Cirkut, Jason Evigan, David Stewart, Lourdiz, Supreme Boi)            | "We Will" (David) | B                   | C                   | B                   | B                 |
| 2                                      | First Blood                                                                      | KK                                                                               | "Bite Me" (Cirkut, Jason Evigan, David Stewart, Lourdiz, Supreme Boi)            | "雪藏" (Hidden in Snow) (Vương Trác Châu, Vương Bác)                                                                         | B                   | B                   | A                   | B                 |
| 2                                      | First Blood                                                                      | Shen                                                                             | "Bite Me" (Cirkut, Jason Evigan, David Stewart, Lourdiz, Supreme Boi)            | "骑单车" (Cycling) (Âu Trung Kiên)                                                                                           | C                   | C                   | C                   | C                 |
| 2                                      | First Blood                                                                      | Xiong                                                                            | "Bite Me" (Cirkut, Jason Evigan, David Stewart, Lourdiz, Supreme Boi)            | "Die for Me" (Mejdi Rhars, Dylan Wiggins, William Thomas Walsh, Martin McKinney, Henry Walter, Abel Tesfaye, Magnus Høiberg) | B                   | B                   | B                   | B                 |
| 3                                      | The Weather Forecast                                                             | Guanming                                                                         | "今夜有雨" (Raining Tonight) (Franky, Chu Nhân)                                  | | C                   | C                   | C                   | C                 |
| 3                                      | The Weather Forecast                                                             | Jingyu                                                                           | "今夜有雨" (Raining Tonight) (Franky, Chu Nhân)                                  | | C                   | C                   | B                   | C                 |
| 3                                      | The Weather Forecast                                                             | Junhan                                                                           | "今夜有雨" (Raining Tonight) (Franky, Chu Nhân)                                  | | C                   | C                   | C                   | C                 |
| 3                                      | The Weather Forecast                                                             | Wuxun                                                                            | "今夜有雨" (Raining Tonight) (Franky, Chu Nhân)                                  | "磁带" (Cassette) (Wuxun Wacko)                                                                                              | B                   | B                   | B                   | B                 |
| 3                                      | The Weather Forecast                                                             | Yuchen                                                                           | "今夜有雨" (Raining Tonight) (Franky, Chu Nhân)                                  | "颜色" (Colors) (Hồ Thủy) | B                   | B                   | A                   | B                 |
| 4                                      | 3D Surrounding                                                                   | Alton Ang                                                                        | "逆流而上" (Swim Against the Current) (Lil Ghost)                                | "成龙" (Jackie Chan) (Caven Tang)                                                                                            | B                   | B                   | B                   | B                 |
| 4                                      | 3D Surrounding                                                                   | Jackson                                                                          | "逆流而上" (Swim Against the Current) (Lil Ghost)                                | "Black Out" (Glenn Yong, Flightsch)                                                                                          | B                   | C                   | B                   | B                 |
| 4                                      | 3D Surrounding                                                                   | Myst                                                                             | "逆流而上" (Swim Against the Current) (Lil Ghost)                                | | B                   | B                   | B                   | B                 |
| 4                                      | 3D Surrounding                                                                   | Tian Qi                                                                          | "逆流而上" (Swim Against the Current) (Lil Ghost)                                | | C                   | C                   | C                   | C                 |
| 4                                      | 3D Surrounding                                                                   | Diêu Tử Hào                                                                      | "逆流而上" (Swim Against the Current) (Lil Ghost)                                | "On My Way" (Diêu Tử Hào) | A                   | A                   | A                   | A                 |
| 5                                      | Super Thai                                                                       | Dorn                                                                             | "Runaway Baby" (Bruno Mars, Philip Lawrence, Ari Levine, Brody Brown)            | "Rhythm Catcher" (Ngụy Anh Ninh)                                                                                             | A                   | A                   | A                   | A                 |
| 5                                      | Super Thai                                                                       | Ninja                                                                            | "Runaway Baby" (Bruno Mars, Philip Lawrence, Ari Levine, Brody Brown)            | | B                   | B                   | B                   | B                 |
| 5                                      | Super Thai                                                                       | Tadalee                                                                          | "Runaway Baby" (Bruno Mars, Philip Lawrence, Ari Levine, Brody Brown)            | | B                   | B                   | B                   | B                 |
| 5                                      | Super Thai                                                                       | Thi-o                                                                            | "Runaway Baby" (Bruno Mars, Philip Lawrence, Ari Levine, Brody Brown)            | "Drunk Text" (Henry Moodie, Joshua Mark McClelland, Andrew Edward Bannister)                                                 | A                   | A                   | A                   | A                 |
| 5                                      | Super Thai                                                                       | Peanut                                                                           | "Runaway Baby" (Bruno Mars, Philip Lawrence, Ari Levine, Brody Brown)            | | B                   | B                   | B                   | B                 |
| 5                                      | Super Thai                                                                       | Plengthai                                                                        | "Runaway Baby" (Bruno Mars, Philip Lawrence, Ari Levine, Brody Brown)            | | B                   | B                   | C                   | B                 |
| 6                                      | 185+Club                                                                         | Lizi                                                                             | "風吹一夏" (Summer Breeze) (DP Longzhu, Swei, Rays Trần Nguyên)                  | | B                   | B                   | B                   | B                 |
| 6                                      | 185+Club                                                                         | Omar                                                                             | "風吹一夏" (Summer Breeze) (DP Longzhu, Swei, Rays Trần Nguyên)                  | "Infinity" | A                   | A                   | B                   | A                 |
| 6                                      | 185+Club                                                                         | Peat                                                                             | "風吹一夏" (Summer Breeze) (DP Longzhu, Swei, Rays Trần Nguyên)                  | | B                   | B                   | C                   | B                 |
| 6                                      | 185+Club                                                                         | Sichen                                                                           | "風吹一夏" (Summer Breeze) (DP Longzhu, Swei, Rays Trần Nguyên)                  | | B                   | B                   | B                   | B                 |
| 6                                      | 185+Club                                                                         | Xin                                                                              | "風吹一夏" (Summer Breeze) (DP Longzhu, Swei, Rays Trần Nguyên)                  | | C                   | F                   | C                   | C                 |
| Tập 2 (9 tháng 2 năm 2025)             |                                                                                  |                                                                                  |                                                                                  | |                     |                     |                     |                   |
| 7                                      | 4inlove                                                                          | Gou Yi                                                                           | "爱无限" (Magician) (Lexie Liu, Bekeh Boom)                                      | | B                   | B                   | B                   | B                 |
| 7                                      | 4inlove                                                                          | Hồ Diệp Thao                                                                     | "爱无限" (Magician) (Lexie Liu, Bekeh Boom)                                      | "狐" (Fox) (Cao Công) | A                   | A                   | A                   | A                 |
| 7                                      | 4inlove                                                                          | Lục Quân Hy                                                                      | "爱无限" (Magician) (Lexie Liu, Bekeh Boom)                                      | | C                   | F                   | F                   | F                 |
| 7                                      | 4inlove                                                                          | Smart                                                                            | "爱无限" (Magician) (Lexie Liu, Bekeh Boom)                                      | | C                   | C                   | F                   | C                 |
| 8                                      | Friday At                                                                        | Kevin                                                                            | "公主营救计划" (Princess Rescue Plan) (, Wanxin, Kevin, Weizhi)                  | | F                   | F                   | F                   | F                 |
| 8                                      | Friday At                                                                        | Wanxin                                                                           | "公主营救计划" (Princess Rescue Plan) (, Wanxin, Kevin, Weizhi)                  | | C                   | F                   | C                   | C                 |
| 8                                      | Friday At                                                                        | Weizhi                                                                           | "公主营救计划" (Princess Rescue Plan) (, Wanxin, Kevin, Weizhi)                  | | B                   | C                   | B                   | B                 |
| 9                                      | Apple Mint                                                                       | Bianura                                                                          | "On The Way Home" (Apple Mint, Lorenzo Gibbs)                                    | | C                   | C                   | C                   | C                 |
| 9                                      | Apple Mint                                                                       | Ryan Winter                                                                      | "On The Way Home" (Apple Mint, Lorenzo Gibbs)                                    | | C                   | C                   | C                   | C                 |
| 10                                     | 4EVER                                                                            | B                                                                                | "Situationship" (Prateep Siri-issranan, GeniePak)                                | | C                   | C                   | C                   | C                 |
| 10                                     | 4EVER                                                                            | Jiahao                                                                           | "Situationship" (Prateep Siri-issranan, GeniePak)                                | | C                   | C                   | F                   | C                 |
| 10                                     | 4EVER                                                                            | Kao                                                                              | "Situationship" (Prateep Siri-issranan, GeniePak)                                | | C                   | F                   | F                   | F                 |
| 10                                     | 4EVER                                                                            | Tata                                                                             | "Situationship" (Prateep Siri-issranan, GeniePak)                                | | F                   | F                   | F                   | F                 |
| 11                                     | 5 Stars Michelin                                                                 | Earth                                                                            | "Domino" (English ver.) (Bang Chan, Changbin, Han, VERSACHOI)                    | | C                   | F                   | F                   | F                 |
| 11                                     | 5 Stars Michelin                                                                 | Hikari                                                                           | "Domino" (English ver.) (Bang Chan, Changbin, Han, VERSACHOI)                    | | B                   | C                   | F                   | C                 |
| 11                                     | 5 Stars Michelin                                                                 | Koshin                                                                           | "Domino" (English ver.) (Bang Chan, Changbin, Han, VERSACHOI)                    | | C                   | C                   | C                   | C                 |
| 11                                     | 5 Stars Michelin                                                                 | Sena                                                                             | "Domino" (English ver.) (Bang Chan, Changbin, Han, VERSACHOI)                    | | C                   | F                   | F                   | F                 |
| 11                                     | 5 Stars Michelin                                                                 | Sunny                                                                            | "Domino" (English ver.) (Bang Chan, Changbin, Han, VERSACHOI)                    | | B                   | C                   | C                   | C                 |
| 12                                     | Racebace                                                                         | Dongdong                                                                         | "La La La" (Trần Quang Vinh, chAN's, JIN, Yeori, sooyoon)                        | "Orange" (Code Kunst, pH-1, Jay Park)                                                                                        | A                   | A                   | A                   | A                 |
| 12                                     | Racebace                                                                         | Jelly                                                                            | "La La La" (Trần Quang Vinh, chAN's, JIN, Yeori, sooyoon)                        | "Hope" | B                   | B                   | C                   | B                 |
| 12                                     | Racebace                                                                         | Ricky                                                                            | "La La La" (Trần Quang Vinh, chAN's, JIN, Yeori, sooyoon)                        | | B                   | B                   | B                   | B                 |
| 13                                     | Maison B                                                                         | Hikaru                                                                           | "Get Loud" (Yohei, Dirty Orange, Maison B, KEN THE 360)                          | "Kitaguni no Haru" (Ide Haku, Endo Minoru)                                                                                   | B                   | A                   | A                   | A                 |
| 13                                     | Maison B                                                                         | Ryu                                                                              | "Get Loud" (Yohei, Dirty Orange, Maison B, KEN THE 360)                          | | B                   | B                   | B                   | B                 |
| 13                                     | Maison B                                                                         | Shoya                                                                            | "Get Loud" (Yohei, Dirty Orange, Maison B, KEN THE 360)                          | | A                   | A                   | B                   | A                 |
| 14                                     | Why Not                                                                          | Aguang                                                                           | "寄明月" (Moonlight Thoughts) (Lý Mậu Dương T2o)                                 | "突破界限" (Breaking Boundaries) (Chu Ninh/AG Qiqi)                                                                          | F                   | F                   | F                   | F                 |
| 14                                     | Why Not                                                                          | Ivan                                                                             | "寄明月" (Moonlight Thoughts) (Lý Mậu Dương T2o)                                 | | C                   | F                   | F                   | F                 |
| 14                                     | Why Not                                                                          | Tzi Xuan                                                                         | "寄明月" (Moonlight Thoughts) (Lý Mậu Dương T2o)                                 | | F                   | F                   | F                   | F                 |
| 14                                     | Why Not                                                                          | Xiaonan                                                                          | "寄明月" (Moonlight Thoughts) (Lý Mậu Dương T2o)                                 | | F                   | F                   | F                   | F                 |
| 15                                     | Heart Steallers                                                                  | Pray                                                                             | "What Makes You Beautiful" (Carl Falk, Rami Yacoub, Savan Kotecha)               | | B                   | B                   | B                   | B                 |
| 15                                     | Heart Steallers                                                                  | Rexy                                                                             | "What Makes You Beautiful" (Carl Falk, Rami Yacoub, Savan Kotecha)               | | C                   | C                   | C                   | C                 |
| 15                                     | Heart Steallers                                                                  | WHYLUCAS                                                                         | "What Makes You Beautiful" (Carl Falk, Rami Yacoub, Savan Kotecha)               | "Oh Krissy Baby" & "Love You Now" (Wang Hong Yi Lucas)                                                                       | A                   | A                   | B                   | A                 |

### Nhiệm vụ bài hát chủ đề
Sau khi kết thúc sân khấu đầu tiên, các thực tập sinh được thưởng thức phần trình diễn bài hát chủ đề "Skyline" đến từ nhà sản xuất BamBam, và được yêu cầu học bài hát này trong vòng ba ngày. Để phục vụ cho quá trình luyện tập, các học viên được chia vào hai lớp, lớp thanh nhạc và lớp vũ đạo, do các cố vấn trực tiếp hướng dẫn (mỗi người chỉ có thể tham gia vào một trong hai lớp).  
Không giống như các mùa trước đây, các thực tập sinh mùa này phải lựa chọn một trong ba định hướng để đánh giá, với các định hướng về hát, nhảy và diễn xuất. Ở ngày đánh giá chính thức, từng nhóm ba người sẽ bước lên trình diễn bài hát chủ đề, bắt đầu từ nhóm hát và kết thúc ở nhóm ngoại hình. Ban cố vấn sẽ theo dõi các thực tập sinh qua video để đánh giá xem họ được thăng hạng hay giáng hạng.  
Kết thúc phần đánh giá, lớp A giảm xuống còn bảy thực tập sinh, trong đó Dorn, Diêu Tử Hào, Thi-o, Dongdong, Hồ Diệp Thao và Omar là những người trụ hạng thành công. Lyu và Xiong là hai thực tập sinh được xếp đồng hạng A theo đánh giá của ban cố vấn, nhưng chương trình quyết định cả hai đều được gia nhập lớp A, vì vậy lớp A có tổng cộng tám học viên. Ba vị trí trung tâm của bài hát chủ đề được xác định, với Thi-o của nhóm hát, Diêu Tử Hào của nhóm vũ đạo, và Omar của nhóm ngoại hình.  
| Kết quả đánh giá bài hát chủ đề                                                     | Kết quả đánh giá bài hát chủ đề                                                                                              | Kết quả đánh giá bài hát chủ đề | Kết quả đánh giá bài hát chủ đề |
| A                                                                                   | B | C | F |
| ----------------------------------------------------------------------------------- | --- | --- | --- |
| 1. Dongdong 2. Dorn 3. Hồ Diệp Thao 4. Lyu 5. Omar 6. Thi-o 7. Xiong 8. Diêu Tử Hào | 1. David 2. Gordon 3. Hikaru 4. Jelly 5. KK 6. Koshin 7. Lizi 8. Ninja 9. Ricky 10. Shoya 11. Tadalee 12. Tian Qi 13. Yuchen | 1. Aguang 2. Duy 3. Gou Yi 4. Jackson 5. Jingyu 6. Junhan 7. Kohi 8. Myst 9. Peanut 10. Peat 11. Plengthai 12. Pray 13. Rexy 14. Sena 15. Shen 16. Sichen 17. Sunny 18. Wanxin 19. Weizhi 20. WHYLUCAS 21. Wuxun | 1. Alton Ang 2. B 3. Bianura 4. Earth 5. Guanming 6. Hikari 7. Hong Jin 8. Ivan 9. Jiahao 10. Kao 11. Kevin 12. Lục Quân Hy 13. Ryan Winter 14. Smart 15. Tata 16. Tzi Xuan 17. Xiaonan 18. Xin |

### Vòng công diễn 1: Đấu nhóm
Bước vào vòng công diễn đầu tiên, 60 thực tập sinh được chia thành mười nhóm sáu người, tương ứng với mười bài hát mà họ sẽ trình diễn. Để xác định mười vị trí trung tâm cho mười bài hát, các thực tập sinh được tách thành hai nhóm và tiến hành bỏ phiếu riêng biệt. Các học viên của lớp A viết tên năm người mà họ nghĩ là tốt nhất trong các lớp còn lại, trong khi các học viên từ các lớp B, C, F cũng viết tên năm người của lớp A mà họ đánh giá cao nhất; năm thực tập sinh được bình chọn nhiều nhất từ mỗi nhóm sẽ đóng vai trò là vị trí trung tâm của các bài hát. Theo hình thức này, mười người được chọn vào vị trí trung tâm lần lượt là Dongdong, Omar, Xiong, Dorn, Thi-o, Koshin, KK, Ninja, Shoya và Sunny; những vị trí trung tâm mà học viên lớp A đã chọn cũng là đối thủ của họ ở đêm diễn chính thức. 
Sau khi được xem trước mười bài hát, các vị trí trung tâm có quyền chọn bài trước theo thứ tự số phiếu bình chọn, bắt đầu từ lớp A; các học viên còn lại được phép chọn nhóm theo thứ tự năm người mỗi lượt cho đến khi các nhóm đã đủ số thành viên. Tại ngày công diễn, sau khi kết thúc từng cặp đấu, khán giả tham gia hai vòng bình chọn cho thực tập sinh xuất sắc nhất của mỗi nhóm (MVP) và sau đó là nhóm chiến thắng trong cặp đấu.
Kết thúc vòng công diễn 1, năm nhóm chiến thắng của năm cặp đấu được nhận thêm 1.000 lượt bình chọn trên bảng xếp hạng, riêng MVP của các nhóm chiến thắng được nhận thêm 2.000 lượt bình chọn. Ngoài ra, Omar – MVP có số phiếu cao nhất trong tất cả các MVP – còn được nhận thêm 3.000 lượt bình chọn.
| Tập 3 – Vòng công diễn thứ nhất – Phần 1 (16 tháng 2 năm 2025) | Tập 3 – Vòng công diễn thứ nhất – Phần 1 (16 tháng 2 năm 2025)                                                                                        | Tập 3 – Vòng công diễn thứ nhất – Phần 1 (16 tháng 2 năm 2025) | Tập 3 – Vòng công diễn thứ nhất – Phần 1 (16 tháng 2 năm 2025) | Tập 3 – Vòng công diễn thứ nhất – Phần 1 (16 tháng 2 năm 2025) |
| Tiết mục mở màn                                                | Tiết mục mở màn | Tiết mục mở màn                                                | Tiết mục mở màn                                                | Tiết mục mở màn                                                |
| Bài hát biểu diễn (Tác giả)                                    | Bài hát biểu diễn (Tác giả) | Bài hát biểu diễn (Tác giả)                                    | Biểu diễn                                                      | Biểu diễn                                                      |
| -------------------------------------------------------------- | --- | -------------------------------------------------------------- | -------------------------------------------------------------- | -------------------------------------------------------------- |
| "น่ารักมั้ยไม่รู้" (Narak Mhai Mai Roo) (NP TEAM, Butterbear)         | "น่ารักมั้ยไม่รู้" (Narak Mhai Mai Roo) (NP TEAM, Butterbear)                                                                                                | "น่ารักมั้ยไม่รู้" (Narak Mhai Mai Roo) (NP TEAM, Butterbear)         | Butterbear                                                     | Butterbear                                                     |
| Các cặp đấu                                                    | |                                                                |                                                                |                                                                |
| #                                                              | Bài hát biểu diễn (Tác giả) | Thành viên                                                     | Số phiếu yêu thích cá nhân                                     | Số phiếu yêu thích nhóm                                        |
| 1                                                              | "好吗, 好啦, 好吧" (OK, OK, OK) (Lưu Bách Tân) | KK                                                             | 172                                                            | 63                                                             |
| 1                                                              | "好吗, 好啦, 好吧" (OK, OK, OK) (Lưu Bách Tân) | Smart                                                          | 147                                                            | 63                                                             |
| 1                                                              | "好吗, 好啦, 好吧" (OK, OK, OK) (Lưu Bách Tân) | B                                                              | 110                                                            | 63                                                             |
| 1                                                              | "好吗, 好啦, 好吧" (OK, OK, OK) (Lưu Bách Tân) | Hong Jin                                                       | 44                                                             | 63                                                             |
| 1                                                              | "好吗, 好啦, 好吧" (OK, OK, OK) (Lưu Bách Tân) | Jiahao                                                         | 60                                                             | 63                                                             |
| 1                                                              | "好吗, 好啦, 好吧" (OK, OK, OK) (Lưu Bách Tân) | Ivan                                                           | 52                                                             | 63                                                             |
| 1                                                              | "A" (J. Y. Park) | Omar                                                           | 174                                                            | 149                                                            |
| 1                                                              | "A" (J. Y. Park) | Sichen                                                         | 81                                                             | 149                                                            |
| 1                                                              | "A" (J. Y. Park) | Peat                                                           | 141                                                            | 149                                                            |
| 1                                                              | "A" (J. Y. Park) | Junhan                                                         | 47                                                             | 149                                                            |
| 1                                                              | "A" (J. Y. Park) | Jingyu                                                         | 75                                                             | 149                                                            |
| 1                                                              | "A" (J. Y. Park) | Aguang                                                         | 99                                                             | 149                                                            |
| 2                                                              | "Bad News" (Strawberrybananaclub, JONGHAN, Rick Bridges, PAPRIKAA)                                                                                    | Dongdong                                                       | 131                                                            | 122                                                            |
| 2                                                              | "Bad News" (Strawberrybananaclub, JONGHAN, Rick Bridges, PAPRIKAA)                                                                                    | Pray                                                           | 144                                                            | 122                                                            |
| 2                                                              | "Bad News" (Strawberrybananaclub, JONGHAN, Rick Bridges, PAPRIKAA)                                                                                    | Hikaru                                                         | 131                                                            | 122                                                            |
| 2                                                              | "Bad News" (Strawberrybananaclub, JONGHAN, Rick Bridges, PAPRIKAA)                                                                                    | Gordon                                                         | 98                                                             | 122                                                            |
| 2                                                              | "Bad News" (Strawberrybananaclub, JONGHAN, Rick Bridges, PAPRIKAA)                                                                                    | Jelly                                                          | 24                                                             | 122                                                            |
| 2                                                              | "Bad News" (Strawberrybananaclub, JONGHAN, Rick Bridges, PAPRIKAA)                                                                                    | Tian Qi                                                        | 95                                                             | 122                                                            |
| 2                                                              | "爱你但说不出口" (Hard To Say) (Karencici, Kvnloverboy)                                                                                               | Koshin                                                         | 148                                                            | 92                                                             |
| 2                                                              | "爱你但说不出口" (Hard To Say) (Karencici, Kvnloverboy)                                                                                               | Yuchen                                                         | 86                                                             | 92                                                             |
| 2                                                              | "爱你但说不出口" (Hard To Say) (Karencici, Kvnloverboy)                                                                                               | David                                                          | 35                                                             | 92                                                             |
| 2                                                              | "爱你但说不出口" (Hard To Say) (Karencici, Kvnloverboy)                                                                                               | Rexy                                                           | 142                                                            | 92                                                             |
| 2                                                              | "爱你但说不出口" (Hard To Say) (Karencici, Kvnloverboy)                                                                                               | Duy                                                            | 99                                                             | 92                                                             |
| 2                                                              | "爱你但说不出口" (Hard To Say) (Karencici, Kvnloverboy)                                                                                               | Weizhi                                                         | 93                                                             | 92                                                             |
| 3                                                              | "Attention" (Jacob Kasher Hindlin, Charlie Puth) | Ninja                                                          | 167                                                            | 118                                                            |
| 3                                                              | "Attention" (Jacob Kasher Hindlin, Charlie Puth) | Hồ Diệp Thao                                                   | 157                                                            | 118                                                            |
| 3                                                              | "Attention" (Jacob Kasher Hindlin, Charlie Puth) | WHYLUCAS                                                       | 82                                                             | 118                                                            |
| 3                                                              | "Attention" (Jacob Kasher Hindlin, Charlie Puth) | Myst                                                           | 61                                                             | 118                                                            |
| 3                                                              | "Attention" (Jacob Kasher Hindlin, Charlie Puth) | Bianura                                                        | 33                                                             | 118                                                            |
| 3                                                              | "Attention" (Jacob Kasher Hindlin, Charlie Puth) | Alton Ang                                                      | 88                                                             | 118                                                            |
| Tập 4 – Vòng công diễn thứ nhất – Phần 2 (23 tháng 2 năm 2025) | |                                                                |                                                                |                                                                |
| 3                                                              | "Still Monster" (Pdogg, GHSTLOOP, BLVSH, Chris James, "hitman" bang, Kim Jae-won, Bang Hye-hyun, Jo Mi-yang)                                          | Xiong                                                          | 112                                                            | 90                                                             |
| 3                                                              | "Still Monster" (Pdogg, GHSTLOOP, BLVSH, Chris James, "hitman" bang, Kim Jae-won, Bang Hye-hyun, Jo Mi-yang)                                          | Shen                                                           | 168                                                            | 90                                                             |
| 3                                                              | "Still Monster" (Pdogg, GHSTLOOP, BLVSH, Chris James, "hitman" bang, Kim Jae-won, Bang Hye-hyun, Jo Mi-yang)                                          | Sena                                                           | 28                                                             | 90                                                             |
| 3                                                              | "Still Monster" (Pdogg, GHSTLOOP, BLVSH, Chris James, "hitman" bang, Kim Jae-won, Bang Hye-hyun, Jo Mi-yang)                                          | Wuxun                                                          | 59                                                             | 90                                                             |
| 3                                                              | "Still Monster" (Pdogg, GHSTLOOP, BLVSH, Chris James, "hitman" bang, Kim Jae-won, Bang Hye-hyun, Jo Mi-yang)                                          | Earth                                                          | 161                                                            | 90                                                             |
| 3                                                              | "Still Monster" (Pdogg, GHSTLOOP, BLVSH, Chris James, "hitman" bang, Kim Jae-won, Bang Hye-hyun, Jo Mi-yang)                                          | Guanming                                                       | 42                                                             | 90                                                             |
| 4                                                              | "月下路" (Under The Moon Road) (I'll Be Home Soon (等一下就回家), Kanna Bush)                                                                         | Shoya                                                          | 125                                                            | 87                                                             |
| 4                                                              | "月下路" (Under The Moon Road) (I'll Be Home Soon (等一下就回家), Kanna Bush)                                                                         | Plengthai                                                      | 134                                                            | 87                                                             |
| 4                                                              | "月下路" (Under The Moon Road) (I'll Be Home Soon (等一下就回家), Kanna Bush)                                                                         | Gou Yi                                                         | 66                                                             | 87                                                             |
| 4                                                              | "月下路" (Under The Moon Road) (I'll Be Home Soon (等一下就回家), Kanna Bush)                                                                         | Kohi                                                           | 135                                                            | 87                                                             |
| 4                                                              | "月下路" (Under The Moon Road) (I'll Be Home Soon (等一下就回家), Kanna Bush)                                                                         | Tzi Xuan                                                       | 43                                                             | 87                                                             |
| 4                                                              | "月下路" (Under The Moon Road) (I'll Be Home Soon (等一下就回家), Kanna Bush)                                                                         | Wanxin                                                         | 68                                                             | 87                                                             |
| 4                                                              | "Super" (Woozi, Bumzu, S.Coups, Vernon) | Dorn                                                           | 164                                                            | 117                                                            |
| 4                                                              | "Super" (Woozi, Bumzu, S.Coups, Vernon) | Diêu Tử Hào                                                    | 93                                                             | 117                                                            |
| 4                                                              | "Super" (Woozi, Bumzu, S.Coups, Vernon) | Tadalee                                                        | 99                                                             | 117                                                            |
| 4                                                              | "Super" (Woozi, Bumzu, S.Coups, Vernon) | Peanut                                                         | 133                                                            | 117                                                            |
| 4                                                              | "Super" (Woozi, Bumzu, S.Coups, Vernon) | Jackson                                                        | 29                                                             | 117                                                            |
| 4                                                              | "Super" (Woozi, Bumzu, S.Coups, Vernon) | Ricky                                                          | 48                                                             | 117                                                            |
| 5                                                              | "รักแท้" (True Love) (Achariya Dulyapaiboon) | Sunny                                                          | 139                                                            | 47                                                             |
| 5                                                              | "รักแท้" (True Love) (Achariya Dulyapaiboon) | Kao                                                            | 125                                                            | 47                                                             |
| 5                                                              | "รักแท้" (True Love) (Achariya Dulyapaiboon) | Lục Quân Hy                                                    | 132                                                            | 47                                                             |
| 5                                                              | "รักแท้" (True Love) (Achariya Dulyapaiboon) | Tata                                                           | 59                                                             | 47                                                             |
| 5                                                              | "รักแท้" (True Love) (Achariya Dulyapaiboon) | Ryan Winter                                                    | 53                                                             | 47                                                             |
| 5                                                              | "รักแท้" (True Love) (Achariya Dulyapaiboon) | Xioanan                                                        | 72                                                             | 47                                                             |
| 5                                                              | "Firework" (Frants, syudou, Jacob Aaron, Andy Love, Soma Genda, Alex Karlsson, Ohashi Chippoke, "hitman" bang, THE HUB 88, Melanie Fontana, Lindgren) | Thi-o                                                          | 167                                                            | 156                                                            |
| 5                                                              | "Firework" (Frants, syudou, Jacob Aaron, Andy Love, Soma Genda, Alex Karlsson, Ohashi Chippoke, "hitman" bang, THE HUB 88, Melanie Fontana, Lindgren) | Kevin                                                          | 41                                                             | 156                                                            |
| 5                                                              | "Firework" (Frants, syudou, Jacob Aaron, Andy Love, Soma Genda, Alex Karlsson, Ohashi Chippoke, "hitman" bang, THE HUB 88, Melanie Fontana, Lindgren) | Lyu                                                            | 144                                                            | 156                                                            |
| 5                                                              | "Firework" (Frants, syudou, Jacob Aaron, Andy Love, Soma Genda, Alex Karlsson, Ohashi Chippoke, "hitman" bang, THE HUB 88, Melanie Fontana, Lindgren) | Hikari                                                         | 75                                                             | 156                                                            |
| 5                                                              | "Firework" (Frants, syudou, Jacob Aaron, Andy Love, Soma Genda, Alex Karlsson, Ohashi Chippoke, "hitman" bang, THE HUB 88, Melanie Fontana, Lindgren) | Lizi                                                           | 73                                                             | 156                                                            |
| 5                                                              | "Firework" (Frants, syudou, Jacob Aaron, Andy Love, Soma Genda, Alex Karlsson, Ohashi Chippoke, "hitman" bang, THE HUB 88, Melanie Fontana, Lindgren) | Xin                                                            | 90                                                             | 156                                                            |

### Vòng loại trừ 1
Vòng loại trừ đầu tiên diễn ra sau đêm công diễn 1, và được phát sóng trong tập 6 (9 tháng 3 năm 2025). Kết thúc vòng loại này sẽ chỉ còn 35 thí sinh có xếp hạng cao nhất giành quyền đi tiếp. Thứ hạng của các thí sinh là kết quả của vòng bầu chọn đầu tiên, bắt đầu từ 16:50 ngày 2 tháng 2 đến 10:00 ngày 28 tháng 2 năm 2024, thông qua ứng dụng WeTV.
Ở vòng loại này, các thực tập sinh có quyền xem trước kết quả thứ hạng thông qua việc lập nhóm (tối đa ba người) di chuyển đến tòa nhà bên cạnh khu vực tập trung và chọn một trong bốn tầng của tòa nhà để đi tới, tương ứng với khoảng thứ hạng mà họ dự đoán là thứ hạng của mình (tầng 10 dành cho thứ hạng 36–60, tầng 44 dành cho thứ hạng 16–35, tầng 46 dành cho thứ hạng 8–15 và tầng 49 dành cho thứ hạng 1–7). Những người có thứ hạng nằm trong khoảng tương ứng của tầng sẽ nhận được thư thông báo kết quả khi mở chiếc hộp đặt tại tầng đó; riêng thông báo đi tiếp của hạng 1–7 không tiết lộ thứ hạng cụ thể mà yêu cầu thực tập sinh viết ra thứ hạng mà họ nghĩ đã đạt được và thông báo bị loại của hạng 36–60 không công bố thứ hạng. Sau đó, các thực tập sinh di chuyển lên tầng cao nhất của tòa nhà và đi đến khu vực thăng hạng (nếu đã nhận được thứ hạng đi tiếp) hoặc khu vực chờ (nếu chưa nhận được thứ hạng hoặc xếp hạng 36–60); các cố vấn sẽ công bố những thứ hạng còn lại trong số 35 người vào vòng trong sau đó.
Cũng trong vòng loại đầu tiên, "Firework", "Super" và "Attention" được công bố là ba phần trình diễn nhóm được yêu thích nhất trong sân khấu công diễn đầu tiên thông qua bình chọn trực tuyến trên WeTV, và được nhận lần lượt 10.000, 16.000 và 20.000 phiếu bầu bổ sung cho mỗi thành viên trong nhóm.

### Vòng công diễn 2: Sân khấu phối kết hợp
Tại vòng công diễn thứ hai, 35 thực tập sinh được chia thành bảy nhóm với năm thành viên, tương ứng với bảy bài hát để trình diễn. Các thực tập sinh ở vòng này được đánh giá cả về khả năng chuyên môn ở từng vị trí cụ thể lẫn sự hợp tác với nghệ sĩ khách mời.
Trước đó hai tuần, tất cả các học viên đã được phổ biến về thể lệ và các bài hát cho vòng công diễn thứ hai; có tất cả ba bài hát cho thể loại nhảy và ba bài hát cho thể loại hát, cùng với một bài hát sáng tác mới (bài hát gốc) trong đó các thực tập sinh sẽ cùng nhau sáng tác, viết nhạc và trình diễn. Sau đó, các thực tập sinh viết tên ba bài hát theo thứ tự mà họ lựa chọn và bỏ vào một trong ba thùng phiếu, tương ứng với ba thể loại. Tại ngày lập đội chính thức, các thực tập sinh lần lượt chọn nhóm dựa trên thứ hạng sau vòng loại trừ đầu tiên, và đi đến vị trí nhóm ứng với lựa chọn đầu tiên của mình. Trong trường hợp nhóm thuộc lựa chọn đầu tiên đã đủ người, thực tập sinh tự động di chuyển đến các lựa chọn tiếp theo; sau khi cả ba lựa chọn đã có đủ số lượng thành viên, những người còn lại sẽ được xếp vào các vị trí trống còn lại. Đặc biệt, mỗi nhóm cũng sẽ biểu diễn cùng với một nữ nghệ sĩ khách mời cho phần trình diễn của họ.
Đối với đêm công diễn này, khán giả có thể bình chọn cho tất cả các thành viên trong nhóm sau mỗi tiết mục, nhưng chỉ được bỏ tối đa một phiếu cho mỗi người. Sau khi xác định thực tập sinh xuất sắc nhất trong nhóm (MVP), dựa trên tổng số phiếu bình chọn của các thành viên, nhóm có số điểm cao nhất sau mỗi màn trình diễn sẽ được ngồi vào hàng ghế MVP; nhóm còn ở hàng ghế MVP đến cuối buổi công diễn sẽ là nhóm chiến thắng trong vòng này.
Kết thúc vòng công diễn thứ hai, mỗi thực tập sinh giành danh hiệu MVP được nhận thêm 10.000 phiếu bình chọn vào bảng xếp hạng, nhóm chiến thắng "No Way" được cộng 10.000 phiếu bầu cho mỗi thành viên. Xiong, MVP được bình chọn nhiều nhất, cũng được cộng thêm 10.000 phiếu vào tổng bình chọn.
| Tập 7 – Vòng công diễn thứ hai – Phần 1 (16 tháng 3 năm 2025) | Tập 7 – Vòng công diễn thứ hai – Phần 1 (16 tháng 3 năm 2025) | Tập 7 – Vòng công diễn thứ hai – Phần 1 (16 tháng 3 năm 2025)                            | Tập 7 – Vòng công diễn thứ hai – Phần 1 (16 tháng 3 năm 2025) | Tập 7 – Vòng công diễn thứ hai – Phần 1 (16 tháng 3 năm 2025) | Tập 7 – Vòng công diễn thứ hai – Phần 1 (16 tháng 3 năm 2025) | Tập 7 – Vòng công diễn thứ hai – Phần 1 (16 tháng 3 năm 2025) |
| #                                                             | Thể loại                                                      | Bài hát biểu diễn (Tác giả)                                                              | Thành viên                                                    | Khách mời biểu diễn                                           | Số phiếu yêu thích cá nhân                                    | Số phiếu yêu thích nhóm                                       |
| ------------------------------------------------------------- | ------------------------------------------------------------- | ---------------------------------------------------------------------------------------- | ------------------------------------------------------------- | ------------------------------------------------------------- | ------------------------------------------------------------- | ------------------------------------------------------------- |
| 1                                                             | Nhảy (Dance)                                                  | "Mic Drop (Steve Aoki Remix)" (Pdogg, Supreme Boi, "hitman" bang, j-hope, RM)            | Tian Qi                                                       | Gen1es Kiều Nhất Ngư                                          | 167                                                           | 796                                                           |
| 1                                                             | Nhảy (Dance)                                                  | "Mic Drop (Steve Aoki Remix)" (Pdogg, Supreme Boi, "hitman" bang, j-hope, RM)            | Aguang                                                        | Gen1es Kiều Nhất Ngư                                          | 130                                                           | 796                                                           |
| 1                                                             | Nhảy (Dance)                                                  | "Mic Drop (Steve Aoki Remix)" (Pdogg, Supreme Boi, "hitman" bang, j-hope, RM)            | Omar                                                          | Gen1es Kiều Nhất Ngư                                          | 201                                                           | 796                                                           |
| 1                                                             | Nhảy (Dance)                                                  | "Mic Drop (Steve Aoki Remix)" (Pdogg, Supreme Boi, "hitman" bang, j-hope, RM)            | Lyu                                                           | Gen1es Kiều Nhất Ngư                                          | 153                                                           | 796                                                           |
| 1                                                             | Nhảy (Dance)                                                  | "Mic Drop (Steve Aoki Remix)" (Pdogg, Supreme Boi, "hitman" bang, j-hope, RM)            | Koshin                                                        | Gen1es Kiều Nhất Ngư                                          | 212                                                           | 796                                                           |
| 2                                                             | Hát (Vocal)                                                   | "Crush" (sunkis, Cha Cha Malone, ASTN, Dru DeCaro, Bren Joy)                             | Wuxun                                                         | Gen1es Didi                                                   | 123                                                           | 607                                                           |
| 2                                                             | Hát (Vocal)                                                   | "Crush" (sunkis, Cha Cha Malone, ASTN, Dru DeCaro, Bren Joy)                             | Pray                                                          | Gen1es Didi                                                   | 113                                                           | 607                                                           |
| 2                                                             | Hát (Vocal)                                                   | "Crush" (sunkis, Cha Cha Malone, ASTN, Dru DeCaro, Bren Joy)                             | KK                                                            | Gen1es Didi                                                   | 176                                                           | 607                                                           |
| 2                                                             | Hát (Vocal)                                                   | "Crush" (sunkis, Cha Cha Malone, ASTN, Dru DeCaro, Bren Joy)                             | Myst                                                          | Gen1es Didi                                                   | 112                                                           | 607                                                           |
| 2                                                             | Hát (Vocal)                                                   | "Crush" (sunkis, Cha Cha Malone, ASTN, Dru DeCaro, Bren Joy)                             | Alton Ang                                                     | Gen1es Didi                                                   | 83                                                            | 607                                                           |
| 3                                                             | Hát (Vocal)                                                   | "夏夜最後的煙火" (Last Fireworks of the Summer Night) (Thạch Tiểu Thiên, Lục Linh Sa)    | Peat                                                          | Yaya                                                          | 91                                                            | 695                                                           |
| 3                                                             | Hát (Vocal)                                                   | "夏夜最後的煙火" (Last Fireworks of the Summer Night) (Thạch Tiểu Thiên, Lục Linh Sa)    | Rexy                                                          | Yaya                                                          | 165                                                           | 695                                                           |
| 3                                                             | Hát (Vocal)                                                   | "夏夜最後的煙火" (Last Fireworks of the Summer Night) (Thạch Tiểu Thiên, Lục Linh Sa)    | Gordon                                                        | Yaya                                                          | 168                                                           | 695                                                           |
| 3                                                             | Hát (Vocal)                                                   | "夏夜最後的煙火" (Last Fireworks of the Summer Night) (Thạch Tiểu Thiên, Lục Linh Sa)    | Jackson                                                       | Yaya                                                          | 98                                                            | 695                                                           |
| 3                                                             | Hát (Vocal)                                                   | "夏夜最後的煙火" (Last Fireworks of the Summer Night) (Thạch Tiểu Thiên, Lục Linh Sa)    | Duy                                                           | Yaya                                                          | 173                                                           | 695                                                           |
| 4                                                             | Nhảy (Dance)                                                  | "When We Disco" (J. Y. Park)                                                             | Ninja                                                         | Naomi Wang                                                    | 177                                                           | 931                                                           |
| 4                                                             | Nhảy (Dance)                                                  | "When We Disco" (J. Y. Park)                                                             | Peanut                                                        | Naomi Wang                                                    | 159                                                           | 931                                                           |
| 4                                                             | Nhảy (Dance)                                                  | "When We Disco" (J. Y. Park)                                                             | Xiong                                                         | Naomi Wang                                                    | 221                                                           | 931                                                           |
| 4                                                             | Nhảy (Dance)                                                  | "When We Disco" (J. Y. Park)                                                             | Dorn                                                          | Naomi Wang                                                    | 205                                                           | 931                                                           |
| 4                                                             | Nhảy (Dance)                                                  | "When We Disco" (J. Y. Park)                                                             | Dongdong                                                      | Naomi Wang                                                    | 169                                                           | 931                                                           |
| Tập 8 – Vòng công diễn thứ hai – Phần 2 (23 tháng 3 năm 2025) |                                                               |                                                                                          |                                                               |                                                               |                                                               |                                                               |
| 5                                                             | Nhảy (Dance)                                                  | "Python" (BamBam, Kyle Reynolds, Joopepe, Nick Lee, Jason Fox, Samik ‘Symphony’ Ganguly) | Shen                                                          | Lý Tử Tuyền                                                   | 218                                                           | 638                                                           |
| 5                                                             | Nhảy (Dance)                                                  | "Python" (BamBam, Kyle Reynolds, Joopepe, Nick Lee, Jason Fox, Samik ‘Symphony’ Ganguly) | Hikaru                                                        | Lý Tử Tuyền                                                   | 104                                                           | 638                                                           |
| 5                                                             | Nhảy (Dance)                                                  | "Python" (BamBam, Kyle Reynolds, Joopepe, Nick Lee, Jason Fox, Samik ‘Symphony’ Ganguly) | Tadalee                                                       | Lý Tử Tuyền                                                   | 170                                                           | 638                                                           |
| 5                                                             | Nhảy (Dance)                                                  | "Python" (BamBam, Kyle Reynolds, Joopepe, Nick Lee, Jason Fox, Samik ‘Symphony’ Ganguly) | B                                                             | Lý Tử Tuyền                                                   | 44                                                            | 638                                                           |
| 5                                                             | Nhảy (Dance)                                                  | "Python" (BamBam, Kyle Reynolds, Joopepe, Nick Lee, Jason Fox, Samik ‘Symphony’ Ganguly) | Sunny                                                         | Lý Tử Tuyền                                                   | 102                                                           | 638                                                           |
| 6                                                             | Hát (Vocal)                                                   | "I Dream" (Sim Eun-jee, Kim Eun-su)                                                      | Smart                                                         | Tia Ray                                                       | 115                                                           | 609                                                           |
| 6                                                             | Hát (Vocal)                                                   | "I Dream" (Sim Eun-jee, Kim Eun-su)                                                      | Junhan                                                        | Tia Ray                                                       | 90                                                            | 609                                                           |
| 6                                                             | Hát (Vocal)                                                   | "I Dream" (Sim Eun-jee, Kim Eun-su)                                                      | Kohi                                                          | Tia Ray                                                       | 151                                                           | 609                                                           |
| 6                                                             | Hát (Vocal)                                                   | "I Dream" (Sim Eun-jee, Kim Eun-su)                                                      | Bianura                                                       | Tia Ray                                                       | 95                                                            | 609                                                           |
| 6                                                             | Hát (Vocal)                                                   | "I Dream" (Sim Eun-jee, Kim Eun-su)                                                      | Shoya                                                         | Tia Ray                                                       | 158                                                           | 609                                                           |
| 7                                                             | Gốc (Original)                                                | "No Way" (All Stars, Wuxun, Âu Dương Na Na)                                              | Hồ Diệp Thao                                                  | Âu Dương Na Na                                                | 212                                                           | 943                                                           |
| 7                                                             | Gốc (Original)                                                | "No Way" (All Stars, Wuxun, Âu Dương Na Na)                                              | Thi-o                                                         | Âu Dương Na Na                                                | 200                                                           | 943                                                           |
| 7                                                             | Gốc (Original)                                                | "No Way" (All Stars, Wuxun, Âu Dương Na Na)                                              | Diêu Tử Hào                                                   | Âu Dương Na Na                                                | 215                                                           | 943                                                           |
| 7                                                             | Gốc (Original)                                                | "No Way" (All Stars, Wuxun, Âu Dương Na Na)                                              | Yuchen                                                        | Âu Dương Na Na                                                | 176                                                           | 943                                                           |
| 7                                                             | Gốc (Original)                                                | "No Way" (All Stars, Wuxun, Âu Dương Na Na)                                              | WHYLUCAS                                                      | Âu Dương Na Na                                                | 140                                                           | 943                                                           |

### Vòng loại trừ 2
Vòng loại trừ thứ hai diễn ra sau đêm công diễn 2, và được phát sóng trực tiếp vào lúc 18:00 ngày 25 tháng 3 năm 2025. Kết thúc vòng loại này sẽ chỉ còn 21 thí sinh có xếp hạng cao nhất trong tổng só 35 thí sinh giành quyền đi tiếp. Thứ hạng của các thí sinh là kết quả của vòng bầu chọn thứ hai, bắt đầu từ 10:00 ngày 6 tháng 3 đến 13:00 ngày 25 tháng 3 năm 2025, thông qua ứng dụng WeTV.

### Chung kết: Đêm ra mắt
Đêm chung kết của Sáng tạo doanh châu Á 2025 được phát sóng trực tiếp vào ngày 6 tháng 4 năm 2025 và diễn ra tại Iconsiam, Băng Cốc. Đội hình cuối cùng gồm 7 thành viên được quyết định thông qua vòng bình chọn thứ ba từ 16:50 ngày 30 tháng 3 đến ngày 6 tháng 4 năm 2025 (trong thời gian phát sóng trực tiếp đêm chung kết), qua ứng dụng WeTV. Bam Pitipat đảm nhận vai trò dẫn chuơng trình của đêm chung kết và ra mắt.
Bước vào đêm chung kết, 21 thực tập sinh tham gia vào hai phần trình diễn nhóm bảy người, trong đó một bài hát được lựa chọn tự do và một bài hát nằm trong số ba bài hát mà chương trình cung cấp. Ba vị trí trung tâm của ba bài hát – được công bố trong phần chọn nhóm ở tập 9 – được xác định thông qua bình chọn của người hâm mộ trên bảng xếp hạng Send Love, trong đó ba người được bình chọn nhiều nhất và đảm nhận vị trí này lần lượt là Hồ Diệp Thao, Thi-o và Dorn. 
Vào cuối đêm chung kết, Next1de đã được công bố là tên gọi chính thức của nhóm nhạc ra mắt.
| Tập 10 – Chung kết và ra mắt (6 tháng 4 năm 2025 – Truyền hình trực tiếp) | Tập 10 – Chung kết và ra mắt (6 tháng 4 năm 2025 – Truyền hình trực tiếp) | Tập 10 – Chung kết và ra mắt (6 tháng 4 năm 2025 – Truyền hình trực tiếp) | Tập 10 – Chung kết và ra mắt (6 tháng 4 năm 2025 – Truyền hình trực tiếp) |
| Tiết mục mở màn | Tiết mục mở màn | Tiết mục mở màn                                                           | Tiết mục mở màn                                                           |
| Bài hát biểu diễn (Tác giả) | Bài hát biểu diễn (Tác giả) | Biểu diễn                                                                 | Biểu diễn                                                                 |
| --- | --- | ------------------------------------------------------------------------- | ------------------------------------------------------------------------- |
| Mashup Chuang: "创造101" (Pick Me Up) – "喊出我的名字" (Call Me Call My Name) – "你最最最重要" (You Are Everything To Me) – "我们一起闯" (Chuang To-gather, Go!) – "Summer Dream" – "天际线" (Skyline) | Mashup Chuang: "创造101" (Pick Me Up) – "喊出我的名字" (Call Me Call My Name) – "你最最最重要" (You Are Everything To Me) – "我们一起闯" (Chuang To-gather, Go!) – "Summer Dream" – "天际线" (Skyline)         | 21 thí sinh, Mạnh Mỹ Kỳ, Nhậm Hào, Triệu Việt, Mika, Gen1es Kiều Nhất Ngư | 21 thí sinh, Mạnh Mỹ Kỳ, Nhậm Hào, Triệu Việt, Mika, Gen1es Kiều Nhất Ngư |
| Tiết mục khách mời | |                                                                           |                                                                           |
| # | Bài hát biểu diễn (Tác giả) | Biểu diễn                                                                 | Biểu diễn                                                                 |
| 1 | "Vroom" (Pau Corilla, Ebenezer, Chaz Mishan, Daryl K, ) | Gen1es                                                                    | Gen1es                                                                    |
| 2 | "Too Hard To" & "Maybe It's Me" (David Alexander, Dave Marcus, Uv Killin Em, mikah, Grant Boutin, Will Jay) | Mika                                                                      | Mika                                                                      |
| 3 | "Gamey" (猎物) (StarLand, ) | Mạnh Mỹ Kỳ                                                                | Mạnh Mỹ Kỳ                                                                |
| Vòng trình diễn nhóm thứ nhất | |                                                                           |                                                                           |
| # | Bài hát biểu diễn (Tác giả) | Thành viên                                                                | Thành viên                                                                |
| 1 | "Bodyguard" (Johan Gustafsson, Rebbi James, Andres Gukko, Maiyarap) | Dongdong                                                                  | Dongdong                                                                  |
| 1 | "Bodyguard" (Johan Gustafsson, Rebbi James, Andres Gukko, Maiyarap) | Tadalee                                                                   |                                                                           |
| 1 | "Bodyguard" (Johan Gustafsson, Rebbi James, Andres Gukko, Maiyarap) | Dorn                                                                      |                                                                           |
| 1 | "Bodyguard" (Johan Gustafsson, Rebbi James, Andres Gukko, Maiyarap) | Peanut                                                                    |                                                                           |
| 1 | "Bodyguard" (Johan Gustafsson, Rebbi James, Andres Gukko, Maiyarap) | Thi-o                                                                     |                                                                           |
| 1 | "Bodyguard" (Johan Gustafsson, Rebbi James, Andres Gukko, Maiyarap) | Omar                                                                      |                                                                           |
| 1 | "Bodyguard" (Johan Gustafsson, Rebbi James, Andres Gukko, Maiyarap) | Myst                                                                      |                                                                           |
| 2 | "If You Do" (Black Eyed Pilseung, Sam Lewis) | WHYLUCAS                                                                  | WHYLUCAS                                                                  |
| 2 | "If You Do" (Black Eyed Pilseung, Sam Lewis) | Koshin                                                                    |                                                                           |
| 2 | "If You Do" (Black Eyed Pilseung, Sam Lewis) | Aguang                                                                    |                                                                           |
| 2 | "If You Do" (Black Eyed Pilseung, Sam Lewis) | Kohi                                                                      |                                                                           |
| 2 | "If You Do" (Black Eyed Pilseung, Sam Lewis) | Bianura                                                                   |                                                                           |
| 2 | "If You Do" (Black Eyed Pilseung, Sam Lewis) | Ninja                                                                     |                                                                           |
| 2 | "If You Do" (Black Eyed Pilseung, Sam Lewis) | Hikaru                                                                    |                                                                           |
| 3 | "Liar" (Piyawat Meekreua, Tunwa Ketsuwan) | Xiong                                                                     | Xiong                                                                     |
| 3 | "Liar" (Piyawat Meekreua, Tunwa Ketsuwan) | Shen                                                                      |                                                                           |
| 3 | "Liar" (Piyawat Meekreua, Tunwa Ketsuwan) | KK                                                                        |                                                                           |
| 3 | "Liar" (Piyawat Meekreua, Tunwa Ketsuwan) | Hồ Diệp Thao                                                              |                                                                           |
| 3 | "Liar" (Piyawat Meekreua, Tunwa Ketsuwan) | Yuchen                                                                    |                                                                           |
| 3 | "Liar" (Piyawat Meekreua, Tunwa Ketsuwan) | Diêu Tử Hào                                                               |                                                                           |
| 3 | "Liar" (Piyawat Meekreua, Tunwa Ketsuwan) | Wuxun                                                                     |                                                                           |
| Tiết mục đặc biệt | |                                                                           |                                                                           |
| # | Bài hát biểu diễn (Tác giả) | Biểu diễn                                                                 | Biểu diễn                                                                 |
| 1 | "รอยจบ" (Bite) (Jones Lee, Sathip Wiwattanapattapee) | Smart Chisanupong, Boom Raweewit                                          | Smart Chisanupong, Boom Raweewit                                          |
| 2 | "Thank You Come Again", "Air" & "Ball Like That" (Murda Beatz, BoogzDaBeast, FNZ, Derrick Milano, Ariel Imani, Nilo Blues, BamBam, Bryan Chong, Chris LaRocca, Chaz Mishan, Max Matluck, Robert James Russell) | BamBam                                                                    | BamBam                                                                    |
| Vòng trình diễn nhóm thứ hai | |                                                                           |                                                                           |
| # | Bài hát biểu diễn (Tác giả) | Thành viên                                                                | Kết quả                                                                   |
| 1 | "Rose Blossom" (Hong Ji-sang, Young K) | Dorn                                                                      | Thành công (1)                                                            |
| 1 | "Rose Blossom" (Hong Ji-sang, Young K) | Xiong                                                                     | Thành công (6)                                                            |
| 1 | "Rose Blossom" (Hong Ji-sang, Young K) | Ninja                                                                     | Không thành công                                                          |
| 1 | "Rose Blossom" (Hong Ji-sang, Young K) | Dongdong                                                                  | Không thành công                                                          |
| 1 | "Rose Blossom" (Hong Ji-sang, Young K) | Peanut                                                                    | Không thành công                                                          |
| 1 | "Rose Blossom" (Hong Ji-sang, Young K) | Tadalee                                                                   | Không thành công                                                          |
| 1 | "Rose Blossom" (Hong Ji-sang, Young K) | Aguang                                                                    | Không thành công                                                          |
| 2 | "Feel Special" (J.Y. Park "The Asiansoul", Ollipop, Hayley Aitken) | Hồ Diệp Thao                                                              | Thành công (3)                                                            |
| 2 | "Feel Special" (J.Y. Park "The Asiansoul", Ollipop, Hayley Aitken) | Diêu Tử Hào                                                               | Thành công (7)                                                            |
| 2 | "Feel Special" (J.Y. Park "The Asiansoul", Ollipop, Hayley Aitken) | Yuchen                                                                    | Không thành công                                                          |
| 2 | "Feel Special" (J.Y. Park "The Asiansoul", Ollipop, Hayley Aitken) | Bianura                                                                   | Không thành công                                                          |
| 2 | "Feel Special" (J.Y. Park "The Asiansoul", Ollipop, Hayley Aitken) | Kohi                                                                      | Không thành công                                                          |
| 2 | "Feel Special" (J.Y. Park "The Asiansoul", Ollipop, Hayley Aitken) | Wuxun                                                                     | Không thành công                                                          |
| 2 | "Feel Special" (J.Y. Park "The Asiansoul", Ollipop, Hayley Aitken) | Hikaru                                                                    | Không thành công                                                          |
| 3 | "Happy" (Sungjin, Wonpil, Hong Ji-sang, Young K) | Thi-o                                                                     | Thành công (2)                                                            |
| 3 | "Happy" (Sungjin, Wonpil, Hong Ji-sang, Young K) | Omar                                                                      | Thành công (5)                                                            |
| 3 | "Happy" (Sungjin, Wonpil, Hong Ji-sang, Young K) | Shen                                                                      | Thành công (4)                                                            |
| 3 | "Happy" (Sungjin, Wonpil, Hong Ji-sang, Young K) | Koshin                                                                    | Không thành công                                                          |
| 3 | "Happy" (Sungjin, Wonpil, Hong Ji-sang, Young K) | KK                                                                        | Không thành công                                                          |
| 3 | "Happy" (Sungjin, Wonpil, Hong Ji-sang, Young K) | WHYLUCAS                                                                  | Không thành công                                                          |
| 3 | "Happy" (Sungjin, Wonpil, Hong Ji-sang, Young K) | Myst                                                                      | Không thành công                                                          |
| Tiết mục đặc biệt | |                                                                           |                                                                           |
| # | Bài hát biểu diễn (Tác giả) | Biểu diễn                                                                 | Biểu diễn                                                                 |
| 3 | "The Trouble is.." (ปัญหาของฉัน) ( ) | Yaya                                                                      | Yaya                                                                      |
| 4 | "偶像的黄昏" (Take It Easy) ( ) | Tia Ray                                                                   | Tia Ray                                                                   |
| 5 | "Stranger" & "Why Don't You Stay" ( ) | Jeff Satur                                                                | Jeff Satur                                                                |
| Phần trình diễn ra mắt | |                                                                           |                                                                           |
| Bài hát biểu diễn (Tác giả) | Bài hát biểu diễn (Tác giả) | Biểu diễn                                                                 | Biểu diễn                                                                 |
| "Next1de" (Jung Hen Plems, Yeo Kyung-hoon, Frederik Jyl, Even Fan) | "Next1de" (Jung Hen Plems, Yeo Kyung-hoon, Frederik Jyl, Even Fan) | Next1de                                                                   | Next1de                                                                   |

## Đĩa nhạc

### Album tổng hợp
| Tựa đề           | Chi tiết |
| ---------------- | --- |
| Skyline (天际线) | - Phát hành: 9 tháng 2 năm 2025 - Hãng đĩa: WeTV - Định dạng: Tải nhạc, streaming Danh sách bài hát 1. "Skyline" (Chinese version) 2. "Skyline" (English version) 3. "Skyline" (Chinese instrumental version) 4. "Skyline" (English instrumental version) 5. "Skyline" (Warm variation) 6. "Skyline" (Narrative variation) 7. "Skyline" (Fresh morning variation) 8. "Skyline" (Honour & ritual variation) 9. "Skyline" (Lovely & cute variation) 10. "Skyline" (Rock & power variation) 11. "Skyline" (Electronic & live variation) 12. "Skyline" (Tension variation) |